# Ersatzerbe
Ein Ersatzerbe (§§ 2096 ff. BGB) ist ein testamentarisch für den Fall eingesetzter Erbe, dass ein Erbe vor oder nach dem Eintritt des Erbfalls wegfällt.
Gründe für den Wegfall eines Erben können zum Beispiel die Ausschlagung der Erbschaft durch den Erben oder dessen Tod vor dem Eintritt des Erbfalls sein.
Durch die testamentarische Einsetzung eines Ersatzerben kann verhindert werden, dass bei Wegfall eines Erben die gesetzliche Erbfolge zur Anwendung kommt. Erfolgt die Einsetzung eines Ersatzerben nicht ausdrücklich, muss durch (ggf. ergänzende) Auslegung ermittelt werden, welcher Ersatzerbe berufen ist.